# 구글 브라우저 싱크
구글 브라우저 싱크(Google Browser Sync)는 구글의 프리웨어로 출시된 모질라 파이어폭스의 확장 기능이다. 2006년 6월 8일 구글 랩스를 통해 데뷔하였고 2008년 6월 중단되었다. 사용자들이 최대 버전 2.x의 모질라 파이어폭스를 사용하여 자신의 웹 브라우저 설정을 여러 대의 컴퓨터와 인터넷을 통해 동기화할 수 있게 하였다.
구글 브라우저 싱크는 구글 계정이 필요했으며 여기서 사용자의 쿠키, 저장된 비밀번호, 북마크, 검색 이력, 탭, 열린 창이 저장되었다. 데이터는 영숫자 PIN을 사용하여 선택적으로 암호화가 가능했으며 이론적으로 구글이 데이터를 읽지 못하도록 하였다. 비밀번호와 쿠키는 무조건 암호화되었으며 사용자에 의해서만 접근이 가능했다.
구글 브라우저 싱크 기술은 구글 크롬에 통합되었다.

## 같이 보기
- 파이어폭스 싱크